# Tetraschalis arachnodes
Tetraschalis arachnodes là một loài bướm đêm thuộc họ Pterophoridae. Loài này có ở Úc, bao gồm New South Wales.
Sải cánh dài khoảng 20 mm.